# Normal (estación)
Normal es una de las estaciones que forman parte del Metro de la Ciudad de México, perteneciente a la Línea 2. Se ubica al poniente de la Ciudad de México, en la alcaldía Miguel Hidalgo.

## Información general
El isotipo y nombre de la estación corresponde a la estructura original de la "Benemérita Escuela Nacional de Maestros", también llamada Escuela Normal de Maestros, cuya torre principal fue demolida tras quedar seriamente dañada por el sismo de 1957, y de la que solo subsiste el vestíbulo, que actualmente es utilizado como sala de exposiciones.

### Patrimonio

#### Murales
En los muros de la estación se encuentran testimonios escritos e imágenes sobre la Matanza del Jueves de Corpus, ocurrida el 10 de junio de 1971 en las inmediaciones de esta estación del metro capitalino.

### Afluencia
En 2024, la estación tuvo una afluencia total anual de 10,640,982 convirtiéndose en la 4° estación más utilizada de la línea 2 y en una de las más utilizadas de la red en 2024.
A continuación se muestra una tabla de la afluencia que tuvo la estación en el año 2014.
| Tipo de día   | Afluencia promedio |
| ------------- | ------------------ |
| Día laboral   | 37,214             |
| Fin de semana | 21,223             |
| Día festivo   | 14,269             |
| Total anual   | 32,092             |

La siguiente tabla muestra la afluencia de la estación en los últimos 10 años:
| Afluencia Anual de Pasajeros | Afluencia Anual de Pasajeros | Afluencia Anual de Pasajeros | Afluencia Anual de Pasajeros | Afluencia Anual de Pasajeros | Afluencia Anual de Pasajeros |
| ---------------------------- | ---------------------------- | ---------------------------- | ---------------------------- | ---------------------------- | ---------------------------- |
| Año                          | Afluencia                    | A Diario                     | Ranking                      | Incremento                   | Ref.                         |
| 2024                         | -                            | -                            | -                            | -                            |                              |
| 2023                         | 10,659,125                   | 29,203                       | 19°/187                      | +19.39%                      | [ 4 ]                        |
| 2022                         | 8,928,050                    | 24,460                       | 25°/175                      | +71.33%                      | [ 5 ]                        |
| 2021                         | 5,211,134                    | 14,277                       | 48°/195                      | -19.43%                      | [ 6 ]                        |
| 2020                         | 6,467,961                    | 17,672                       | 37°/195                      | -49.74%                      | [ 7 ]                        |
| 2019                         | 12,870,083                   | 35,260                       | 26°/195                      | -0.19%                       | [ 8 ]                        |
| 2018                         | 12,895,151                   | 35,329                       | 26°/195                      | -0.46%                       | [ 9 ]                        |
| 2017                         | 12,954,200                   | 35,490                       | 26°/195                      | -3.28%                       | [ 10 ]                       |
| 2016                         | 13,393,733                   | 36,594                       | 26°/195                      | -2.13%                       | [ 11 ]                       |
| 2015                         | 13,685,576                   | 37,494                       | 26°/195                      | +2.48%                       | [ 12 ]                       |

## Conectividad

### Salidas
- Calzada México Tacuba esquina con Avenida de los Maestros, colonia Agricultura.
- Calzada México Tacuba esquina con Avenida de los Maestros, colonia Agricultura.
- Calzada México Tacuba esquina calle Tláloc, Colonia Tlaxpana.